# United States Census 1920
Der United States Census 1920 war die vierzehnte Volkszählung in den USA seit 1790. Als Ergebnis der Auszählung wurde für die USA zum Stichtag 5. Januar 1920 eine Bevölkerungszahl von 106.021.537 Einwohnern ermittelt. 15,0 % mehr als zur letzten Volkszählung 1910.
Die Daten enthalten Angaben zum Namen, zur Wohnanschrift, Verwandtschaftsgrad zum Familienoberhaupt, Geschlecht, Alter, Rasse, Personenstand, Geburtsort und der der Eltern, für Personen, die nicht in den USA geboren wurden: Herkunftsland, Einbürgerungsjahr, Muttersprache; Schulbesuch, Lese- und Sprachfähigkeit, Beruf und Branche, Wohneigentum (hypothekarisch belastet oder nicht) oder Miete.
Die Daten der Volkszählung sind auf Microfiche gesichert und können aus dem National Historical Geographic Information System abgerufen werden.
Normalerweise dienen die Daten der zehnjährigen Volkszählungen als Grundlage für die Verteilung von Sitzen pro Bundesstaat im Repräsentantenhaus der Vereinigten Staaten. Da sich der Kongress aber nach der 1920er Zählung nicht auf eine solche Anpassung einigen konnte basierte dort bis 1933 die Sitzverteilung nach Bundesstaaten auf den Daten der Volkszählung von 1910. Dann wurde eine Anpassung nach den Zahlen von 1930 vorgenommen.

## Bundesstaaten nach Einwohnerzahl
Bundesstaaten sortiert nach ihrer Einwohnerzahl laut dem Endergebnis der Volkszählung von 1920
| Rang | Bundesstaat          | Einwohnerzahl |
| ---- | -------------------- | ------------- |
| 1    | New York             | 10.385.227    |
| 2    | Pennsylvania         | 8.720.017     |
| 3    | Illinois             | 6.485.280     |
| 4    | Ohio                 | 5.759.394     |
| 5    | Texas                | 4.663.528     |
| 6    | Massachusetts        | 3.852.356     |
| 7    | Michigan             | 3.668.412     |
| 8    | Kalifornien          | 3.426.861     |
| 9    | Missouri             | 3.404.055     |
| 10   | New Jersey           | 3.155.900     |
| 11   | Indiana              | 2.930.390     |
| 12   | Georgia              | 2.895.832     |
| 13   | Wisconsin            | 2.632.067     |
| 14   | North Carolina       | 2.559.123     |
| 15   | Kentucky             | 2.416.630     |
| 16   | Iowa                 | 2.404.021     |
| 17   | Minnesota            | 2.387.125     |
| 18   | Alabama              | 2.348.174     |
| 19   | Tennessee            | 2.337.885     |
| 20   | Virginia             | 2.309.187     |
| 21   | Oklahoma             | 2.028.283     |
| 22   | Louisiana            | 1.798.509     |
| 23   | Mississippi          | 1.790.618     |
| 24   | Kansas               | 1.769.257     |
| 25   | Arkansas             | 1.752.204     |
| 26   | South Carolina       | 1.683.724     |
| 27   | West Virginia        | 1.463.701     |
| 28   | Maryland             | 1.449.661     |
| 29   | Connecticut          | 1.380.631     |
| 30   | Washington           | 1.356.621     |
| 31   | Nebraska             | 1.296.372     |
| 32   | Florida              | 968.470       |
| 33   | Colorado             | 939.629       |
| 34   | Oregon               | 783.389       |
| 35   | Maine                | 768.014       |
| 36   | North Dakota         | 646.872       |
| 37   | South Dakota         | 636.547       |
| 38   | Rhode Island         | 604.397       |
| 39   | Montana              | 548.889       |
| 40   | Utah                 | 449.396       |
| 41   | New Hampshire        | 443.083       |
| ...  | District of Columbia | 437.571       |
| 42   | Idaho                | 431.866       |
| 43   | New Mexico           | 360.350       |
| 44   | Vermont              | 352.428       |
| 45   | Arizona              | 334.162       |
| 46   | Delaware             | 223.003       |
| 47   | Wyoming              | 194.402       |
| 48   | Nevada               | 77.407        |